# Camilla atrimana
Camilla atrimana is een vliegensoort uit de familie van de Camillidae. De wetenschappelijke naam van de soort is voor het eerst geldig gepubliceerd in 1910 door Gabriel Strobl.